# Leonidas Argyropoulos
Leonidas Argyropoulos (Corinto, 29 de maio de 1990) é um futebolista profissional grego que atua como meia. Atualmente, milita no Iraklis Saloniki.